# Can Cabra
|  | Per a altres significats, vegeu «Can Cabra (Castellar del Riu)». |

Can Cabra és un edifici al poble de la Batllòria (Vallès Oriental) catalogat a l'Inventari del Patrimoni Arquitectònic de Catalunya. Aquest edifici està situat en el carrer Major de la vila, on hi ha també l'església parroquial. Aquest és el centre urbà i més característic de la vila. Aquí estan situades les cases més antigues.
És un edifici amb tres façanes i una mitgera que consta de planta baixa i dues plantes. La coberta és a tres vessants. Té un portal d'entrada que és de pedra amb un arc de mig punt dovellat que està tapiat i el buit ha quedat reduït a una porta i una finestra. Hi ha finestres d'arc conopial lobulades. Les cantonades estan fetes amb carreus.